# Ponte de Lima
Ponte de Lima är en portugisisk stad/kommun i distriktet Viana do Castelo, i regionen Norra Portugal och underregionen Minho-Lima, med cirka 2 800 invånare. Den är känd för sin medeltida arkitektur och landskapet omkring, vid floden Lima, en liten flod som rinner upp i Spanien.
Ponte de Lima ligger på den södra banken av floden. Kommunen gränsar i norr till Paredes de Coura, i öster till Arcos de Valdevez och Ponte da Barca, i sydöst till Vila Verde, i söder till Barcelos, i väster till Viana do Castelo och Caminha, och i nordost till Vila Nova de Cerveira.
Kommunen består av 39 freguesias (kommundelar). Ytan uppgår till 320,3 km² och befolkningen till 43 498 invånare (2011), varav cirka 2800 i den egentliga staden.

## Befolkning
| Folkmängd i kommunen (concelho) Ponte de Lima (1801 – 2011) | Folkmängd i kommunen (concelho) Ponte de Lima (1801 – 2011) | Folkmängd i kommunen (concelho) Ponte de Lima (1801 – 2011) | Folkmängd i kommunen (concelho) Ponte de Lima (1801 – 2011) | Folkmängd i kommunen (concelho) Ponte de Lima (1801 – 2011) | Folkmängd i kommunen (concelho) Ponte de Lima (1801 – 2011) | Folkmängd i kommunen (concelho) Ponte de Lima (1801 – 2011) | Folkmängd i kommunen (concelho) Ponte de Lima (1801 – 2011) | Folkmängd i kommunen (concelho) Ponte de Lima (1801 – 2011) | Folkmängd i kommunen (concelho) Ponte de Lima (1801 – 2011) |
| ----------------------------------------------------------- | ----------------------------------------------------------- | ----------------------------------------------------------- | ----------------------------------------------------------- | ----------------------------------------------------------- | ----------------------------------------------------------- | ----------------------------------------------------------- | ----------------------------------------------------------- | ----------------------------------------------------------- | ----------------------------------------------------------- |
| 1801                                                        | 1849                                                        | 1900                                                        | 1930                                                        | 1960                                                        | 1981                                                        | 1991                                                        | 2001                                                        | 2004                                                        | 2011                                                        |
| 13202                                                       | 29869                                                       | 33314                                                       | 36256                                                       | 42979                                                       | 43797                                                       | 43421                                                       | 44343                                                       | 44609                                                       | 43498                                                       |

## Freguesias
Ponte de Lima är indelad i följande 39 freguesias:

- Anais
- Arca e Ponte de Lima
- Arcozelo
- Ardegão, Freixo e Mato
- Bárrio e Cepões
- Beiral do Lima
- Bertiandos
- Boalhosa
- Brandara
- Cabaços e Fojo Lobal
- Cabração e Moreira do Lima
- Calheiros
- Calvelo
- Correlhã
- Estorãos
- Facha
- Feitosa
- Fontão
- Fornelos e Queijada
- Friastelas
- Gandra
- Gemieira
- Gondufe
- Labruja
- Labrujó, Rendufe e Vilar do Monte
- Navió e Vitorino dos Piães
- Poiares
- Refóios do Lima
- Ribeira
- Sá
- Santa Comba
- Santa Cruz do Lima
- Santa Maria de Rebordões
- São Pedro d'Arcos
- Seara
- Serdedelo
- Souto de Rebordões
- Vale do Neiva
- Vitorino das Donas

## Historia
Ponte de Lima är historiskt känd som en romersk bosättning längs vägen från Braga till Compostela och Lugo. Staden fick sin foral (ungefär stadsbrev) av Teresa av Leon år den 4 mars 1125 och räknas därför som Portugals äldsta stad.

## Kultur och tradition
Varannan måndag hålls marknad som är en av de största i Portugal. Måndagarna däremellan hålls marknaden i den närbelägna Freixo, men då i mindre omfattning.
I början av juni varje år äger Festa do Corpo de Deus (Kristi kropps och blods högtid) rum, vilket här har gett upphov till en speciell tradition: Vaca das Cordas. Under denna fest som har rötter tillbaka till minst 1600-talet leds en ko tre varv runt kyrkan. Traditionen som kunde innebära misshandel och död för kon, förbjöds under 1800-talet av stadens styre, men återuppstod 1937 i ny form, med mindre grymheter mot djuret och i stället för en ko leds nu en tjur. Efter rundgången kring kyrkan förs tjuren ner till stranden av floden där den fastbunden vid hornen i långa rep, får springa fram och tillbaka i folkmassan och även genom de trånga passagerna under brons valv. Tjuren hålls tillbaka av mindre grupper av personer som försöker hålla repen spända och hindra tjuren från att springa alltför fort. För att minska skadorna vid stångning är de yttersta spetsarna på tjurens horn avsågade. Traditionen kan till del jämföras med till exempel San Fermín-festen i Pamplona.

## Kommunens namn
I slutet av 1950-talet pågick en debatt om kommunen skulle kallas Ponte do Lima eller Ponte de Lima. Sedan 1982 övergick man från det tidigare Ponte do Lima till att i fortsättningen kalla sig Ponte de Lima.